# Бедье, Жозеф
Шарль Мари Жозе́ф Бедье́ (фр. Joseph Bédier, 28 января 1864, Париж — 29 августа 1938, Гран-Серр, департамент Дром) — французский филолог-медиевист.

## Биография
По происхождению — бретонец. Детство провёл на о. Реюньон. В 1883 году поступил в Эколь Нормаль. Посещал также лекции в Эколь Пратик и Коллеж де Франс, где познакомился с Гастоном Парисом, ставшим его научным руководителем. В 1889—1891 годах преподавал в университете Фрибура, c 1891 года — на филологическом факультете университета в Кане. В годы Первой мировой войны работал в Министерстве обороны.
Член Французской Академии (1920). Директор Коллеж де Франс (1929). Кавалер Большого креста Ордена Почётного легиона (1925). Членкор Американской академии медиевистики (1927).

## Труды
Перевёл на современный французский язык и подготовил критические издания «Фаблио» (1893), «Роман о Тристане и Изольде» (1900), «Песни о Роланде» (1921). Научную полемику вызвала его книга «Эпические сказания. О происхождении шансон де жест» (1908—1913), с её критикой выступил Рамон Менендес Пидаль.